# Lygus rubrosignatus
Lygus rubrosignatus är en insektsart som beskrevs av Knight 1923. Lygus rubrosignatus ingår i släktet Lygus och familjen ängsskinnbaggar. Inga underarter finns listade i Catalogue of Life.